# 'Nfaccia
'Nfaccia è un singolo del rapper italiano Vale Lambo, pubblicato l'8 settembre 2020 come terzo estratto dal secondo album in studio Come il mare.

## Video musicale
Il videoclip, diretto da Tony Ruggiero, è stato pubblicato l'8 settembre 2020 attraverso il canale YouTube del rapper ed è una narrazione multilevel che fa di questa clip un cortometraggio real, tra i frame della cattura del boss Michele Zagaria, l'infanzia e l'apparizione di Vale Lambo in un se stesso ultraterreno. A proposito del video e della canzone, Vale Lambo ha spiegato:

## Tracce
1. 'Nfaccia – 3:44